# Sanktuarium Matki Bożej Wychowawczyni w Czarnej
Sanktuarium Matki Bożej Wychowawczyni w Czarnej – sanktuarium położone w Czarnej w powiecie koneckim w województwie świętokrzyskim. Związane jest z kultem Maryi, która zgodnie z legendą ukazała się mieszkańcom pracującym przy wypalaniu węgla drzewnego i wytopie rudy żelaza na przełomie XVI i XVII wieku.

## Sanktuarium
Skutkiem objawienia Maryjnego przełomu XVI i XVII wieku było wybudowanie w miejscu cudu małej kapliczki i umieszczenie w jej wnętrzu cudami słynącego wizerunku Matki Boskiej z Dzieciątkiem. W 1763 roku hrabina Izabela Małachowska z Humienieckich ufundowała kościół, który w 1919 roku stał się kościołem parafialnym. W 1971 r. bp Diecezji Sandomierskiej Piotr Gołębiowski powierzył opiekę nad sanktuarium księżom pallotynom.

## Obraz
Malowany na płótnie obraz został wykonany na wzór rzymskiego „Salus Populi Romani” (Ocalenie Ludu Rzymskiego). W 1990 roku obraz został poddany renowacji. Korony dla cudownego obrazu zostały pobłogosławione przez Jana Pawła II 4 czerwca 1991 r. w Radomiu, podczas jego czwartej wizyty w Polsce. Koronacja obrazu miała miejsce 5 września 1999 r.

## Galeria

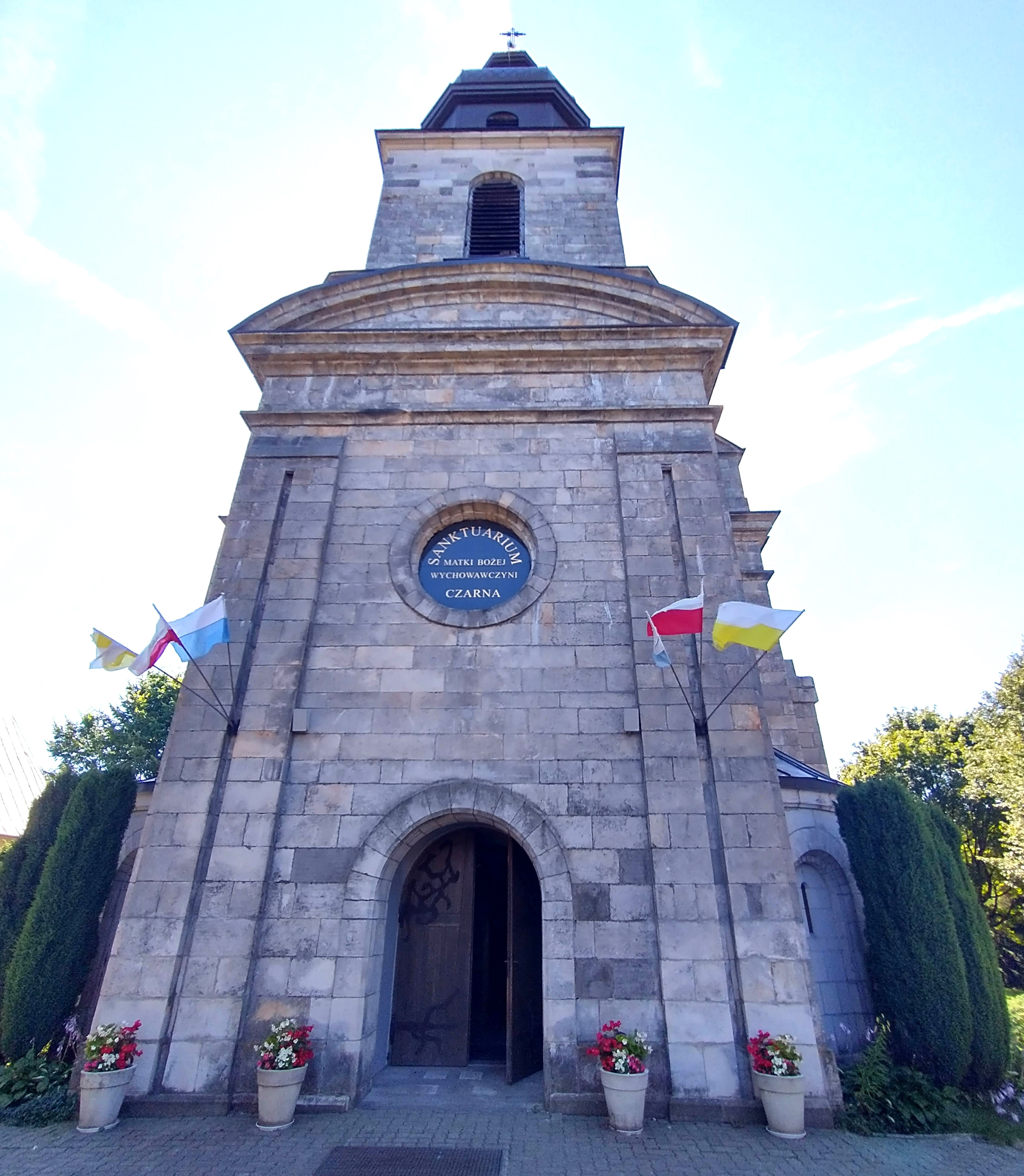
Wieża
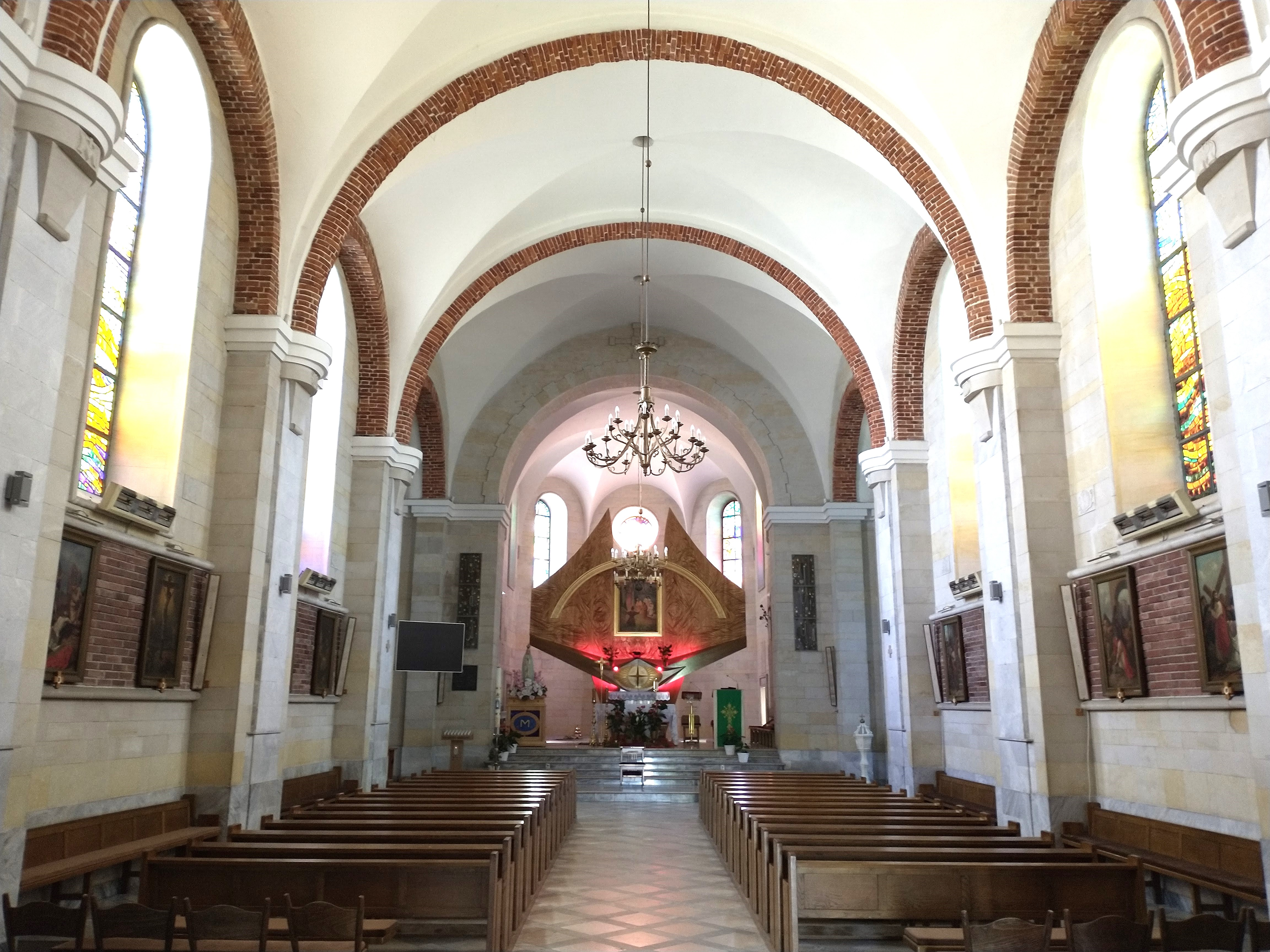
Wnętrze i ołtarz
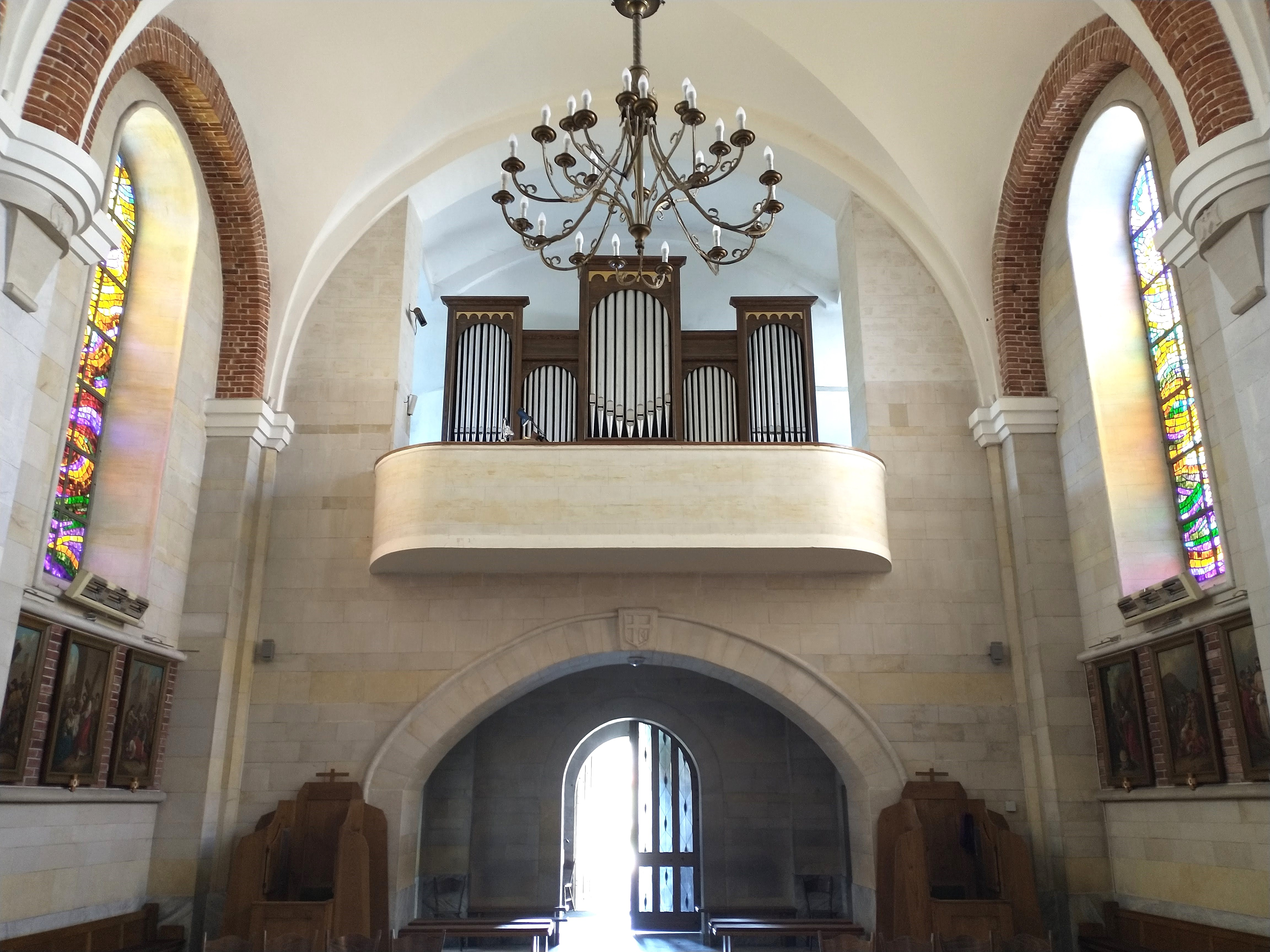
Chór organowy
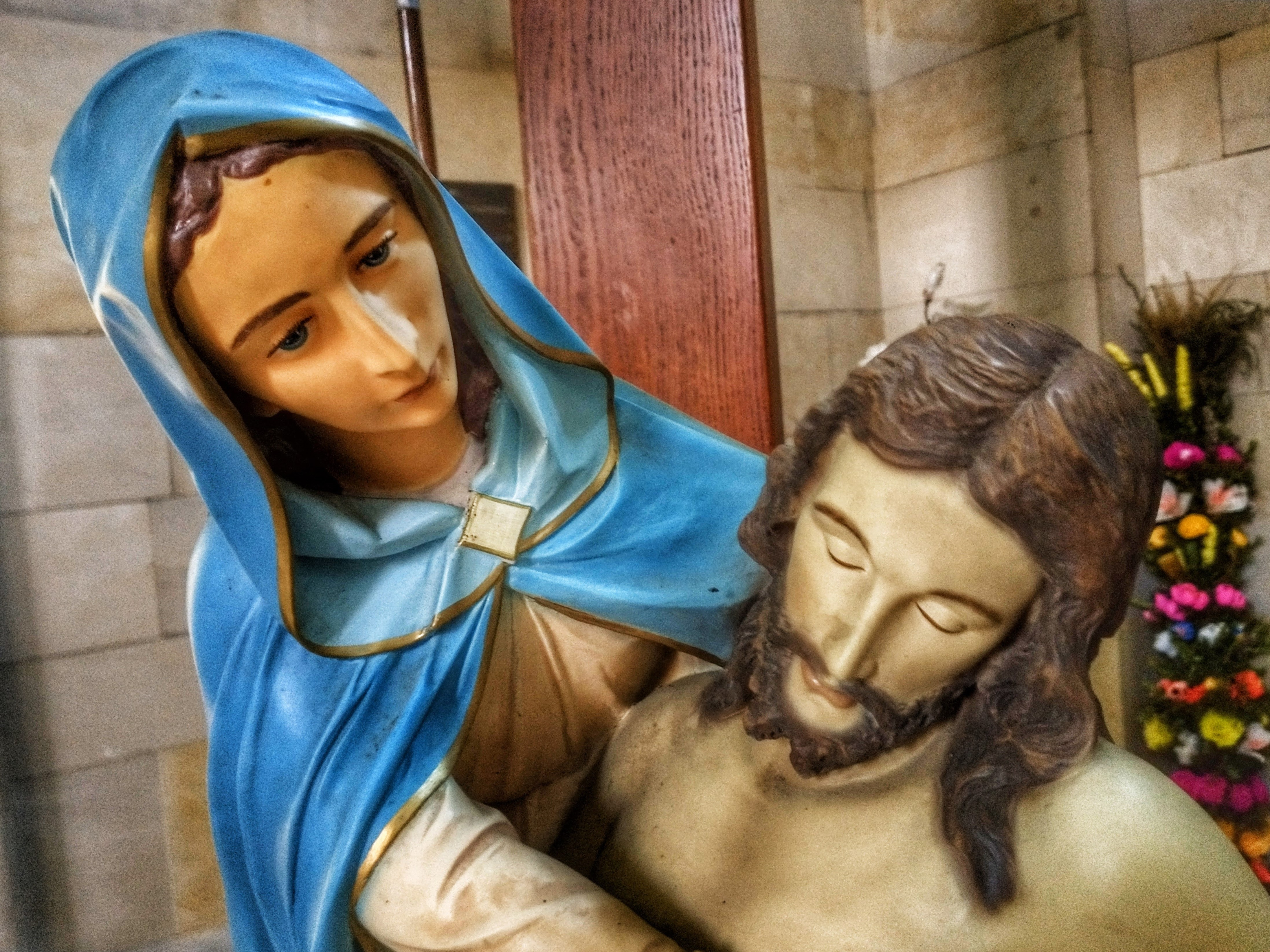
Pietà

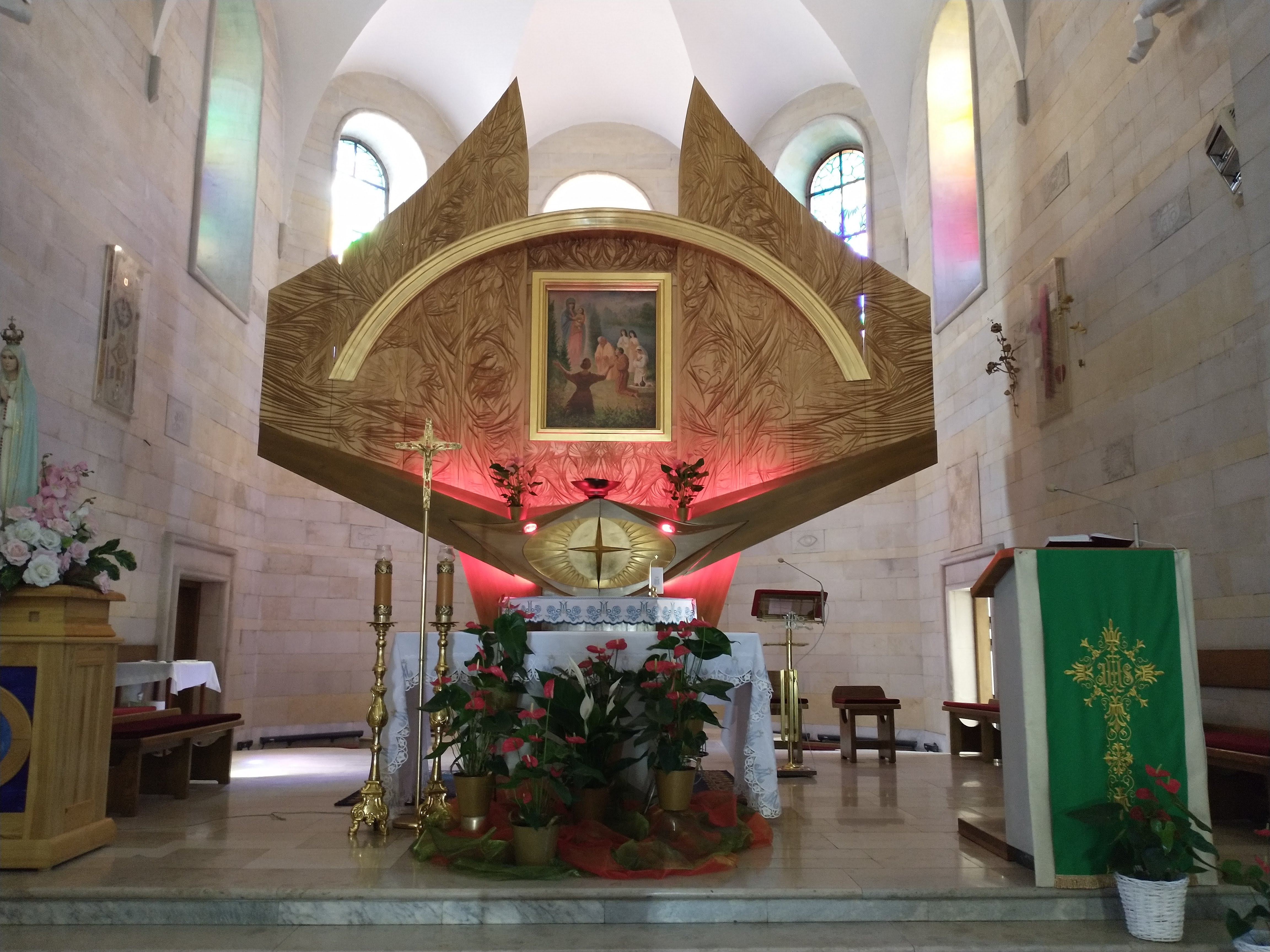
Ołtarz z obrazem (zasłoniętym)